# Max-Planck-Institut für Biologie des Alterns
Das Max-Planck-Institut für Biologie des Alterns ist ein Forschungsinstitut unter dem Dach der Max-Planck-Gesellschaft. Es wurde im Jahr 2008 gegründet. Übergeordnetes Forschungsziel ist es, fundamentale Erkenntnisse zum Alterungsprozess zu gewinnen und so den Weg dafür zu ebnen, dass Menschen gesünder altern können. Ein internationales Forscherteam aus fast 40 Nationen arbeitet daran, die zugrunde liegenden molekularen, physiologischen und evolutionären Mechanismen aufzudecken.

## Zielsetzung
Angesiedelt auf dem Campus der Uniklinik Köln ist dieses MPI wesentlicher Bestandteil eines regionalen Life-Science-Clusters aus wissenschaftlich eng verknüpften Partnerorganisationen, die sich auf die Erforschung des Alterns und altersassoziierter Erkrankungen konzentrieren. Zu den regionalen Partnern zählen das Max-Planck-Institut für Stoffwechselforschung und das Exzellenzcluster CECAD (beide ebenfalls in Köln) sowie das DZNE und das Max-Planck-Institut für Neurobiologie des Verhaltens (beide in Bonn).
Gemeinsam mit regionalen, nationalen und internationalen Partnern untersuchen die Wissenschaftler am MPI für Biologie des Alterns, wie Zellen im Laufe ihres Lebens altern, welche Gene daran beteiligt sind und welche Rolle Umweltfaktoren spielen. Erforscht werden grundlegende Prozesse an sogenannten Modellorganismen: Die Gene der Maus Mus Musculus, der Fruchtfliege Drosophila melanogaster und des Fadenwurms Caenorhabditis elegans sind bekannt, und die Lebenserwartung dieser Organismen ist relativ kurz. Daher eignen sie sich besonders gut für die Erforschung des Alterungsprozesses. Als weitere Modellorganismen werden die kurzlebige Fischart Nothobranchius furzeri und die Hefe Saccharomyces cerevisiae genutzt. Die Studien an Modellorganismen sollen langfristig mit vergleichenden Studien am Menschen verknüpft werden. Das MPI untersucht Proben von Patienten in der Klinik und führt Studien an langlebigen Familien durch. 
Seit Aufnahme der Forschungsarbeit im Jahr 2008 leiteten Adam Antebi (USA), Nils-Göran Larsson (Schweden) und Linda Partridge (Großbritannien) das Institut gemeinsam als Direktoren, die mit Unterstützung der Max-Planck-Förderstiftung berufen wurden. 2018 erhielt Thomas Langer (Deutschland) den Ruf zum vierten Direktoren des Instituts. Die Abteilung Larsson schied Ende 2018 aus dem Institut aus. Anne Schäfer (Deutschland) wurde im Jahr 2021 zur Direktorin ernannt. 2023 trat Gründungsdirektorin Partridge ihren Ruhestand an.
Im Jahr 2010 wurde der Grundstein für den Neubau des Institutsgebäudes gelegt und im Oktober 2013 fand die Einweihung des neuen Gebäudes statt.
Als eines der jüngsten Institute der Max-Planck-Gesellschaft expandiert das MPI für Biologie des Alterns weiterhin und soll auf etwa 350 Mitarbeiter anwachsen. Geplant sind etwa zehn Forschungsgruppen jeweils unter der Leitung eines Nachwuchswissenschaftlers. Das MPI für Biologie des Alterns ist am „Max Planck International Research Network on Aging“ beteiligt.

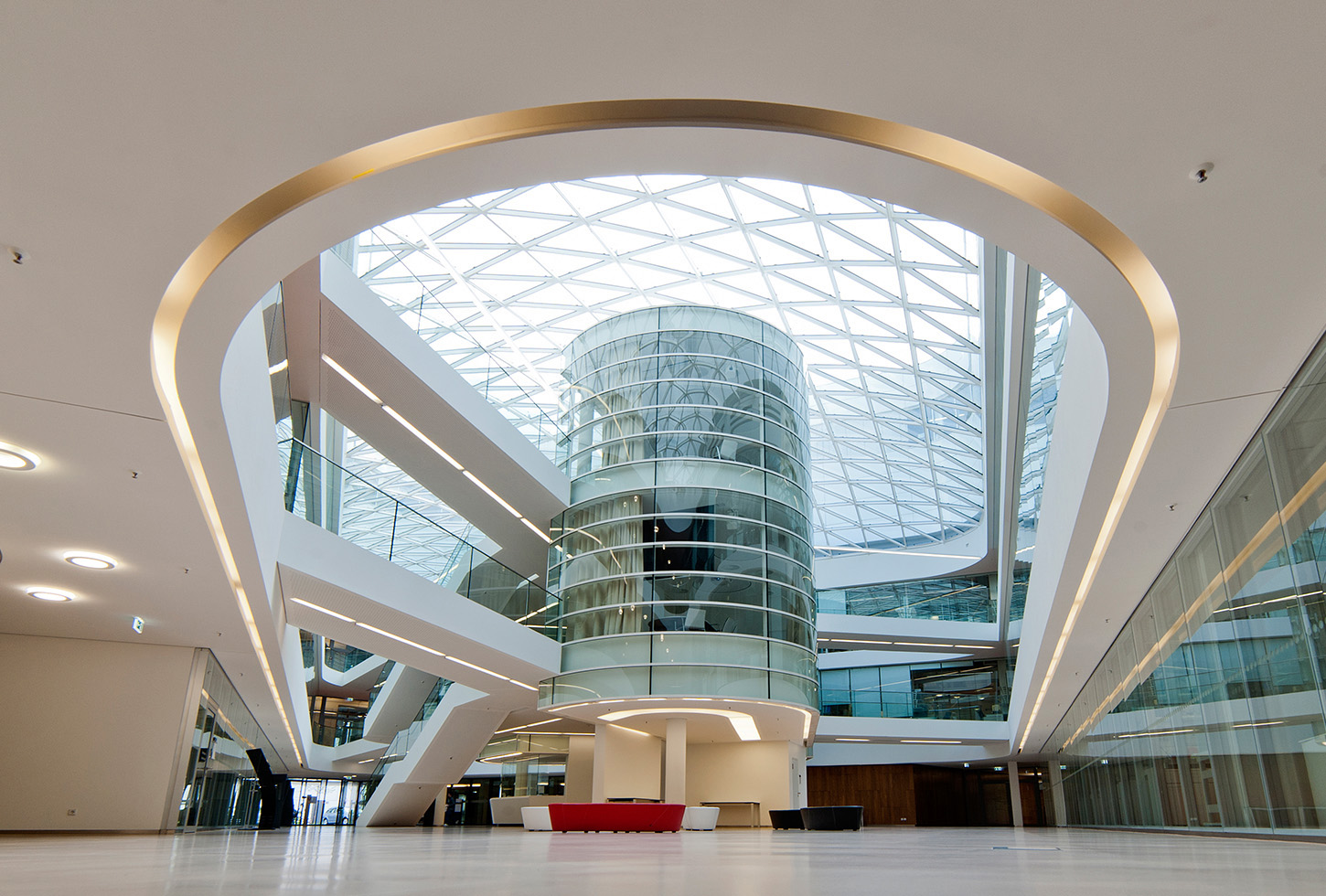
Atrium des Max-Planck-Instituts für Biologie des Alterns, Köln

## Abteilungen

### Aktuelle Abteilungen
- Molekulare Genetik des Alterns (Adam Antebi)
- Mitochondriale Proteostase (Thomas Langer)
- Biologische Mechanismen des Alterns (Linda Partridge; Abteilung im Abbau)
- Neurobiologie des Alterns (Anne Schäfer)

### Ehemalige Abteilungen
- Mitochondriale Biologie (Nils-Göran Larsson)

## Forschungsgruppen
Die Max-Planck-Forschungsgruppen bieten jungen, promovierten Wissenschaftlern die Möglichkeit, sich für eine weitere Karriere in der Forschung zu qualifizieren. Ihre Leiter werden vom Präsidenten der Max-Planck-Gesellschaft berufen und besitzen einen selbständigen Status innerhalb eines MPIs, ähnlich wie die Direktoren.

### Aktuelle Forschungsgruppen
- Steuerung des Zellwachstums im gesunden Zustand und bei altersbedingten Erkrankungen (Max-Planck-Forschungsgruppe Constantinos Demetriades)
- Genetik und Biomarker des menschlichen Alterns (Forschungsgruppe Joris Deelen)
- Systembiologie des Alterns (Max-Planck-Forschungsgruppe Zak Frentz)
- ADP-Ribosylierung und die Reaktion auf DNA-Schäden und Alterungsprozesse (Forschungsgruppe Ivan Matić)
- Stoffwechsel von Infektionen (Max-Planck-Forschungsgruppe Lena Pernas)
- RNA-bindende Proteine in Stoffwechsel und Alterung (Max-Planck-Forschungsgruppe Ina Huppertz)
- Mechanismen der DNA-Reparatur (Max-Planck-Forschungsgruppe Ron Jachimowicz)
- Genomische Instabilität und Alterung (Max-Planck-Forschungsgruppe Stephanie Panier)
- Neuroimmunologie des Alterns (Max-Planck-Forschungsgruppe Hannah Scheiblich)

### Ehemalige Forschungsgruppen
- Metabolische und Genetische Regulation von Alterungsprozessen (Forschungsgruppe Martin Denzel), jetzt bei Altos Labs[5]
- Autophagie-Regulierung (Max-Planck-Forschungsgruppe Martin Graef), gewechselt an die Cornell University[6]
- Genomentwicklung und Alterung (Forschungsgruppe James Stewart), gewechselt an das Biosciences Institute, Newcastle University[7]
- Evolutionäre und experimentelle Biologie des Alterns (Max-Planck-Forschungsgruppe Dario Valenzano), jetzt am FLI Leibniz Institut für Alternsforschung[8]
- Homöostase der Haut und Alterung (Max-Planck-Forschungsgruppe Sara Wickström), jetzt Direktorin am Max-Planck-Institut für molekulare Biomedizin[9]
- Chromatin und Alterung (Max-Planck-Forschungsgruppe Peter Tessarz), jetzt an der Radboud University[10]

## Graduiertenschule:Cologne Graduate School of Ageing Research
Die Cologne Graduate School of Ageing Research wurde 2013 als gemeinsame Graduiertenschule der Graduate School of the Cellular Stress Responses in Aging-Associated Diseases (CECAD) und der International Max Planck Research School for Ageing (IMPRS AGE) gegründet. Neben dem Exzellenzcluster CECAD  der Universität zu Köln und der Universitätsklinik Köln sind das Max-Planck-Institut für Biologie des Alterns und das Max-Planck-Institut für Stoffwechselforschung beteiligt. Die Cologne Graduate School of Ageing Research bietet außergewöhnlich talentierten Studierenden die Möglichkeit zur Promotion im Gebiet der Alternsforschung im Rahmen eines 4-jährigen strukturierten Programms. Die Bewerbung erfordert einen Masterabschluss (oder einen gleichwertigen Abschluss) und ist jährlich im Sommer/Herbst möglich. Der Doktorgrad wird von der Universität zu Köln verliehen. Seit 2019 bietet die „Cologne Graduate School of Ageing Research“ ein Master Fellowship programme an. Durch dieses Programm werden bis zu 5 Masterstipendien pro Jahr an exzellente Studierende vergeben, die sich besonders für den Bereich der Alternsforschung interessieren. Die Bewerbung für das Master Fellowship programme ist jedes Jahr im Frühjahr/Sommer möglich. Das Masterstudium wird in einem der Masterstudiengänge „Biological Sciences“ oder „Biochemistry and Molecular Medicine“ an der Universität zu Köln absolviert.

## Belege
1. ↑  Organisation. Max-Planck-Institut für Biologie des Alterns, abgerufen am 10. Oktober 2023.
2. ↑  Drei neue Direktoren für das Max-Planck-Institut für die Biologie des Alterns (Memento vom 7. April 2014 im Internet Archive), auf maxplanckfoerderstiftung.org
3. ↑   Webseite Maxnetaging, Participating Institutes abgerufen am 22. März 2020
4. ↑  Frühe Autonomie mit eigenem Budget (Memento vom 7. August 2019 im Internet Archive), auf mpg.de
5. ↑  Altos Labs. Abgerufen am 7. September 2023 (englisch).
6. ↑  Martin Graef | CALS. Abgerufen am 7. September 2023 (englisch).
7. ↑  Staff Profile | Faculty of Medical Sciences | Newcastle University. Abgerufen am 7. September 2023 (englisch).
8. ↑  Forschungsgruppe Valenzano - Leibniz-Institut für Alternsforschung (FLI). Abgerufen am 7. September 2023.
9. ↑  Zell- und Gewebedynamik (Wickström). Abgerufen am 7. September 2023.
10. ↑  Prof. P. Tessarz (Peter) | Radboud University. Abgerufen am 21. März 2024 (englisch).
11. ↑  Website der "Cologne Graduate School of Ageing Research"
12. ↑  Master's Degree (M. Sc.) in Biological Sciences of The Faculty of Mathematics and Natural Sciences of the University of Cologne, auf biologie.uni-koeln.de
13. ↑  Website "Biochemistry Master Programme of the University of Cologne"

Koordinaten: 50° 55′ 31,1″ N, 6° 55′ 11,7″ O